# La Yerbabuena, Guerrero
La Yerbabuena är en ort i Mexiko.   Den ligger i kommunen General Heliodoro Castillo och delstaten Guerrero, i den södra delen av landet, 190 km söder om huvudstaden Mexico City. La Yerbabuena ligger 1 542 meter över havet och antalet invånare är 140.
Terrängen runt La Yerbabuena är kuperad åt nordväst, men åt sydost är den bergig. Terrängen runt La Yerbabuena sluttar norrut. Runt La Yerbabuena är det ganska glesbefolkat, med 32 invånare per kvadratkilometer. Närmaste större samhälle är Tlacotepec, 14,3 km väster om La Yerbabuena. I omgivningarna runt La Yerbabuena växer huvudsakligen savannskog.